# Josep Miracle

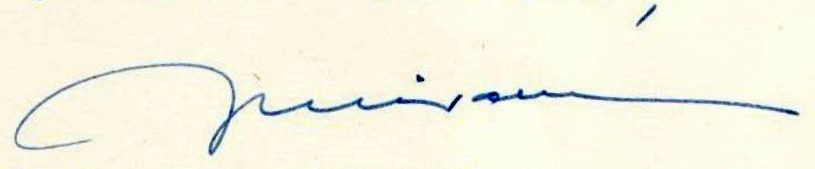
Firma original del escritor Josep miracle.

Josep Miracle i Montserrat (Barcelona, 9 de enero de 1904 - ibíd., 19 de noviembre de 1998) fue un escritor, editor y lingüista español en lengua catalana.

## Biografía
Tuvo una formación autodidacta dentro de los grupos culturales y populares del barrio barcelonés de Sants. Fue el discípulo amado de Pompeu Fabra y trabajó en la Editorial Selecta como corrector de pruebas y luego como director literario; también fue director de la Llibreria Catalònia.
Escribió novelas naturalistas —destaca de ellas, Seixanta minuts, un retrato del Sants obrero de principios de siglo XX—, y cultivó esporádicamente también la poesía y el teatro. Pero sobresalió por sus biografías, extensas, documentadas, concisas y, a menudo, polémicas. Cabe mencionar las dedicadas a Jacinto Verdaguer, Josep Maria Folch i Torres y Pompeu Fabra, además de ensayos a otras personalidades tan relevantes como Joan Maragall, Àngel Guimerà o Víctor Català. Asimismo, amplió la gramática y lexicografía del Diccionario general de la lengua catalana de Pompeu Fabra (1966) y publicó varias gramáticas y diccionarios. En 1983 fue galardonado por la Generalidad de Cataluña con la Cruz de Sant Jordi.
Disconforme con algunos de los criterios normativos sobre el catalán del Instituto de Estudios Catalanes, publicó en Andorra su definitivo Diccionari Nacional de la llengua catalana (1993), trabajo caracterizado por su fidelidad al espíritu y la letra de los trabajos de Pompeu Fabra. Su fondo se puede consultar en el archivo de Sants y en una biblioteca de Vallvidrera, donde residió muchos años y que lleva su nombre. Su figura y su obra, controvertidas, son especialmente importantes en la medida en que, a través de la dirección de las publicaciones de Editorial Selecta, influyó en el canon literario catalán de su tiempo.

## Obras

### Poesía
- Perfums de jardí (1921)
- De l'encís dels dos amors (1922)

### Novela, prosa y pensamiento
- Vides inútils (1930)
- Blanca o bruna? (1931)
- Pel foc de la prova (1932)
- Un ram a la finestra (1932)
- Herois de calça curta (1930 i 1933)
- Seixanta minuts (1948)
- La restauració dels Jocs Florals (1960)
- Quatre coses del meu temps [memòries] (1976)
- Entre l'ahir i el demà. Opinions de cor a pensa (1991)
- Claror de posta: obra inèdita (1999)

### Teatro
- Una creu vora el camí (1933)
- Carbassot (1935)
- L'enlluernat (1951)

### Biografías
- Verdaguer, entre la lira i el calze (1952)
- Guimerà (1958)
- Josep Maria Folch i Torres (1971)
- Pompeu Fabra (1968)
- Jaume Raventós. L'home del seny (1973)
- Caterina Albert i Paradís, Víctor Català (1978),
- Verdaguerianes (1987)
- Joan Maragall, poeta, pensador i home de fe (1988)

### Gramáticas y diccionarios
- Gramàtica catalana (1938)
- Diccionari català-castellà i castellà-català (1969)
- Diccionari Manual de la llengua catalana (1975)
- Diccionari Trilingüe. Català-castellà-francès, castellà-català-francès, francès-català-castellà (1988)
- Diccionari Nacional de la llengua catalana (1993)